# Zusamaltheim
Zusamaltheim est une commune de Bavière (Allemagne), située dans l'arrondissement de Dillingen, dans le district de Souabe.

## Politique et administration

### Liste des maires
| Identité          | Période | Période | Durée | Étiquette |
| Identité          | Début   | Fin     | Durée | Étiquette |
| ----------------- | ------- | ------- | ----- | --------- |
| Wolfgang Grob (d) |         |         |       |           |